# ویرونلور
ویرونلور (به انگلیسی: Veeravanallur) یک زیستگاه انسانی در هند است که در Tirunelveli district واقع شده‌است.

## خصوصیات
ویرونلور ۱۹٬۶۸۱ نفر جمعیت دارد.